# تولی پتایا-سیرت
تولی پتایا-سیرت (فنلاندی: Tuuli Petäjä-Sirén؛ زادهٔ ۹ نوامبر ۱۹۸۳) قایقران قایق بادبانی اهل فنلاند است.
وی همچنین برندهٔ جوایزی همچون قایقرانی بادبانی در بازی‌های المپیک تابستانی ۲۰۱۲ شده‌است.